# Lucius Marcius Philippus (konsul 91 f.Kr.)
Lucius Marcius Philippus, född omkring 141 f.Kr., död omkring 73 f.Kr., var en romersk politiker.
Philippus var konsul 91 f. Kr. och censor från 86 f.Kr.. Som politiker stod han mellan partierna (optimater och popularer). Som talare ansågs han skicklig, i synnerhet vid improviserade föredrag.